# Miasto odkupienia
Miasto odkupienia (ang. Swelter) – amerykański film akcji z 2014 roku w reżyserii Keitha Parmera, wyprodukowany przez wytwórnię WellGo USA Entertainment. Główne role w filmie zagrali Jean-Claude Van Damme, Lennie James, Josh Henderson i Brad Carter.

## Fabuła
Stillman (Jean-Claude Van Damme) i jego trzej kompani uciekają z więzienia, w którym odsiadywali wyrok za napad sprzed dziesięciu lat. Mają za zadanie odnaleźć wspólnika, który ich wydał, i odzyskać zagarnięty przez niego łup. Mężczyźni trafiają do położonego na pustyni małego miasteczka w Kalifornii. Okazuje się, że jego mieszkańcy są bardziej zdemoralizowani i bezwzględni niż przybysze.

## Obsada
- Lennie James jako Bishop
- Grant Bowler jako Cole
- Jean-Claude Van Damme jako Stillman
- Josh Henderson jako Boyd
- Brad Carter jako mechanik
- Daniele Favilli jako Kane
- Alfred Molina jako Doc
- Catalina Sandino jako Carmen
- Freya Tingley jako London